# Port lotniczy Dorado
Port lotniczy Dorado – port lotniczy, zlokalizowany w portorykańskim mieście Dorado.